# Platypalpus luteicornis
Platypalpus luteicornis är en tvåvingeart som först beskrevs av Johann Wilhelm Meigen 1838.  Platypalpus luteicornis ingår i släktet Platypalpus och familjen puckeldansflugor. Arten är reproducerande i Sverige. Inga underarter finns listade i Catalogue of Life.